# Gerard Labuda
Gerard Labuda (28. prosince 1916 Neuhütte, Německo, dnes Nowa Huta, Polsko – 1. října 2010 Poznaň) byl polský univerzitní profesor, významný medievalista, specialista na dějiny Kašubů a vydavatel historických pramenů k dějinám Anglie, Skandinávie a Polska.
Od roku 1950 byl profesorem Poznaňské univerzity, jíž byl v letech 1962–1965 také rektorem. Od roku 1964 byl dopisujícím, od roku 1968 pak řádným členem Polské akademie věd. Byl také členem Poradního sboru polské Státní rady.
Žil v Poznani.

## Dílo
- Seznam děl v Souborném katalogu ČR, jejichž autorem nebo tématem je Gerard Labuda
- Studia nad początkami państwa polskiego, 1946.
- Słowiańszczyzna pierwotna, Warszawa 1954.
- Fragment dziejów Słowiańszczyzny Zachodniej, t. 1–3, Poznań 1960, 1964, 1975.
- Dzieje Zakonu Krzyżackiego w Prusach. Gospodarka-Społeczeństwo-Państwo-Ideologia (společně s Marianem Biskupem), Gdańsk 1986.
- Studia nad początkami państwa polskiego (t. 1–2, 1987–88).
- Pierwsze państwo polskie, Kraków 1989.
- Kaszubi i ich dzieje, Gdańsk 1996, ISBN 83-904950-9-0
- Mieszko I, Wrocław 2002.
- Historia Kaszubów w dziejach Pomorza t.1 Czasy średniowieczne, Gdańsk 2006.
- Korona i Infuła. Od Monarchii do poliarchii, Kraków 1996.
- Słowiańszczyzna starożytna i wczesnośredniowieczna, 2003.
- Mieszko II. Król Polski (1025–1034), Wydawnictwo Poznańskie, Poznań 2008
- Rozważania nad teorią i historią kultury i cywilizacji, Wydawnictwo Poznańskie, Poznań 2008